# Wielka Synagoga Niemiecka
Wielka Synagoga Niemiecka – najstarsza z synagog Wenecji, zbudowana w latach 1528–1529. W kolejnych stuleciach była kilkakrotnie restaurowana. Wewnątrz wyróżnia się eliptyczna, bogato dekorowana galeria dla kobiet oraz barokowy aron ha-kodesz.

## Historia
Synagogi weneckie zostały niegdyś nazywane terminem scuole, prawdopodobnie przez analogię do bractw (konfraterni) religijnych, które tak właśnie nazywano w Wenecji. Synagoga (Scuola) Niemiecka została zbudowana przez społeczność aszkenazyjską w latach 1528–1529 i jest najstarszą z weneckich synagog.

## Architektura
Synagoga Niemiecka położona jest przy placu Campo di Ghetto Novo. Z zewnątrz jest rozpoznawalna przez pięć dużych okien. Nad portalem znajduje się napis informujący, że miejsce to jest „Wielkim Domem Modlitwy obrządku aszkenazyjskiego, darem Józefa i Samuela Matatii”. Pod gzymsem widnieje kolejny napis: „Scuola Grande Świętej Wspólnoty Niemieckiej; niech ją Bóg ich zachowa, Amen.”.

## Wnętrze
Wnętrze synagogi ma kształt trapezu, przy równoległych bokach którego znajdują się aron ha-kodeszi bima. Bima jest na tym samym poziomie co posadzka, a nie na podwyższeniu, jak w pozostałych czterech weneckich synagogach. Ławki ustawione są przy dłuższych bokach, zaś na nimi znajduje się galeria dla kobiet, mająca eliptyczny kształt i podobna do galerii z Synagogi Hiszpańskiej. Taki kształt galerii był efektem wysiłków nieznanego architekta aby asymetrycznemu wnętrzu nadać bardziej regularne proporcje. Galerię tworzy balustrada oraz umieszczone nad nią pozłacane parawany, dodane, aby przesłonić twarze kobiet, znajdujących się na galerii. Podobną do galerii formę architekt powtórzył w balustradzie pod latarnią, nadając całości nieoczekiwanego poczucia głębi. Na ścianach i schodach widnieją liczne tablice, upamiętniające poszczególne etapy budowy synagogi lub poświęcone ludziom, którzy działali na rzecz wspólnoty (Moravia, Pincherle, AssioIi, Lonigo, Serravalle). Po lewej stronie wejścia znajduje się parochet z 1684 roku, pokryty pionowymi tekstami psalmów. Po obu stronach schodów stoją kandelabry, pochodzące z synagogi w Vittorio Veneto. Po prawej stronie znajduje się XVIII-wieczna komoda z orzecha włoskiego oraz panel, stanowiący niegdyś część sufitu Synagogi Włoskiej. Na prawo od drzwiach wejściowych, nad różowymi marmurowymi schodami, znajduje się barokowy aron ha-kodesz z 1672 roku, w którego wyższej, centralnej części przechowywana jest Tora. Na drzwiach arki wypisane jest dziesięć przykazań, inkrustowanych macicą perłową i zwieńczonych koroną ze słowami „Keter Tora” („Korona Prawa”). Wewnątrz arki znajdują się trzy Zwoje Tory, ozdobione drobnymi, srebrnymi koronami, zwieńczeniami i napierśnikami. Po obu stronach części centralnej ulokowano miejsca siedzące dla seniorów (parnasim) synagogi. Przy przeciwległej ścianie znajduje się bima z balustradą i daszkiem akustycznym, wspartym na smukłych kolumnach z kapitelami korynckimi. Zgodnie z wymogami tradycji aszkenazyjskiej bima powinna znajdować się pośrodku pomieszczenia, pod zbudowaną w dachu latarnią, która miała za zadanie oświetlać ją. Tak też było w przypadku synagogi niemieckiej, ale kiedy pojawiła się w niej nowa bima, cięższa, przeniesiono ją pod ścianę w związku z obawami o wytrzymałość posadzki. Miejsce po latarni zasłonięto. Dekoracja sufitu pochodzi z XIX wieku. Ściany wyłożono panelami z marmorino (stiuku weneckiego).

Wnętrze
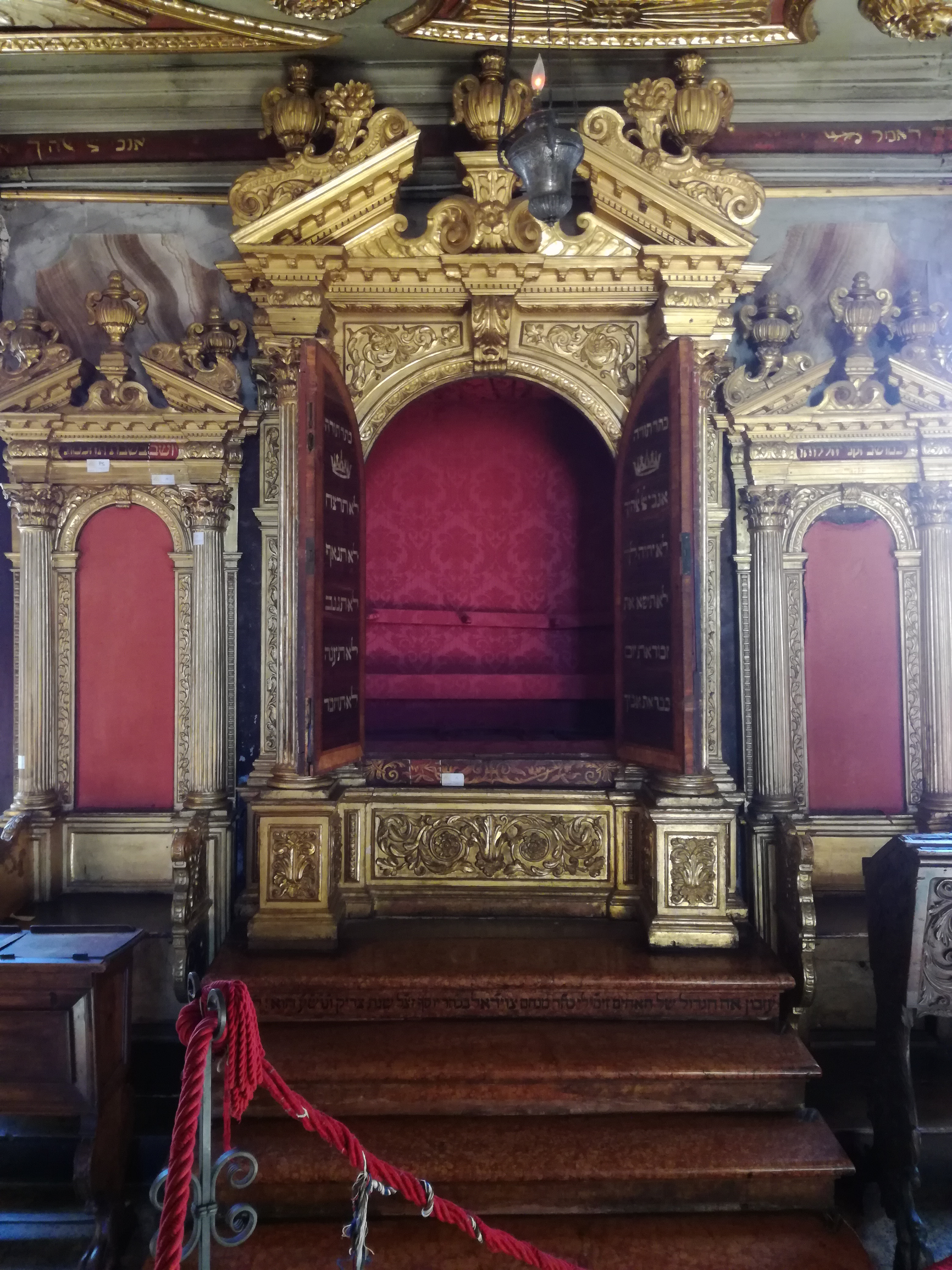
Aron ha-kodesz
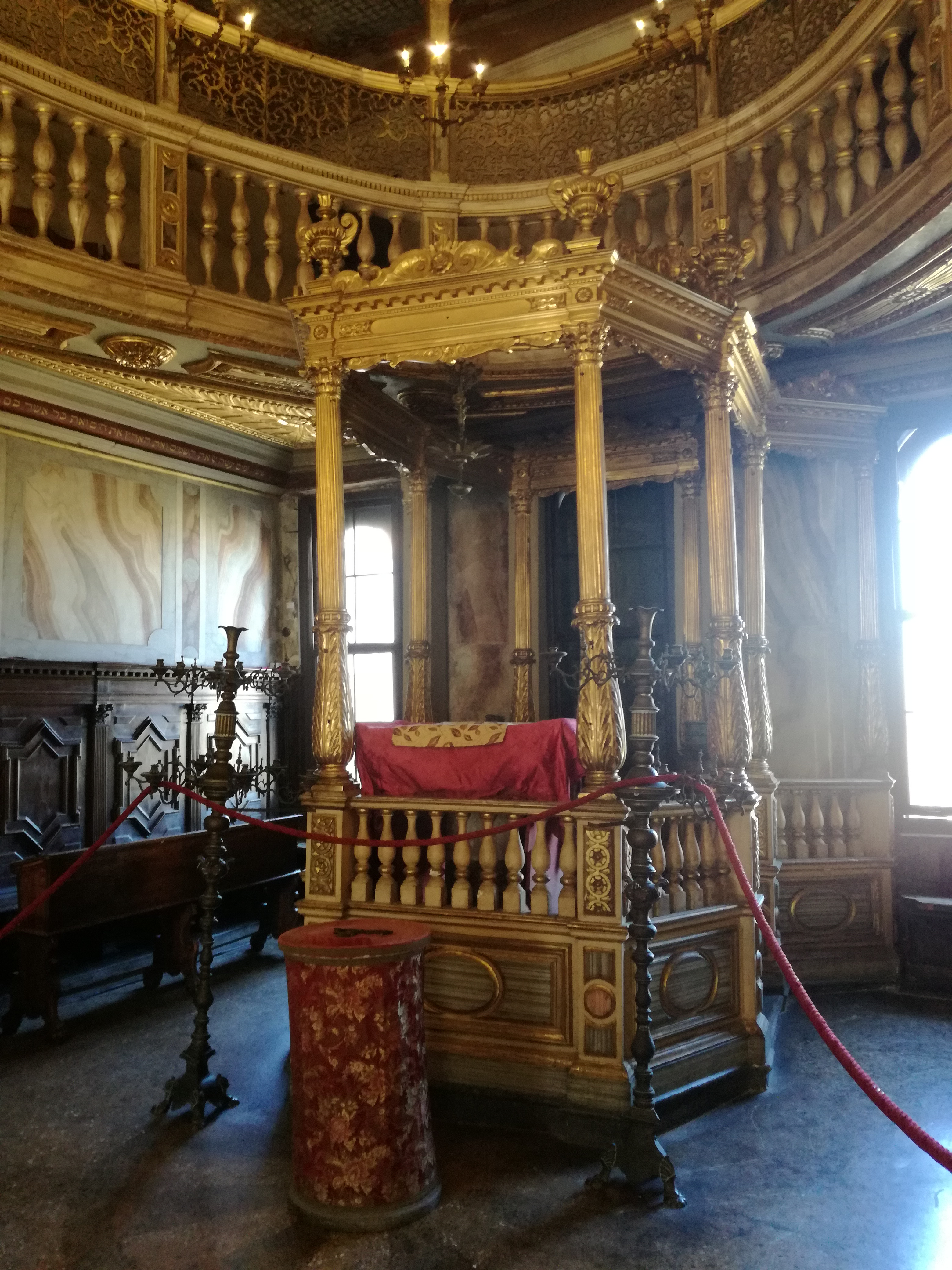
Bima
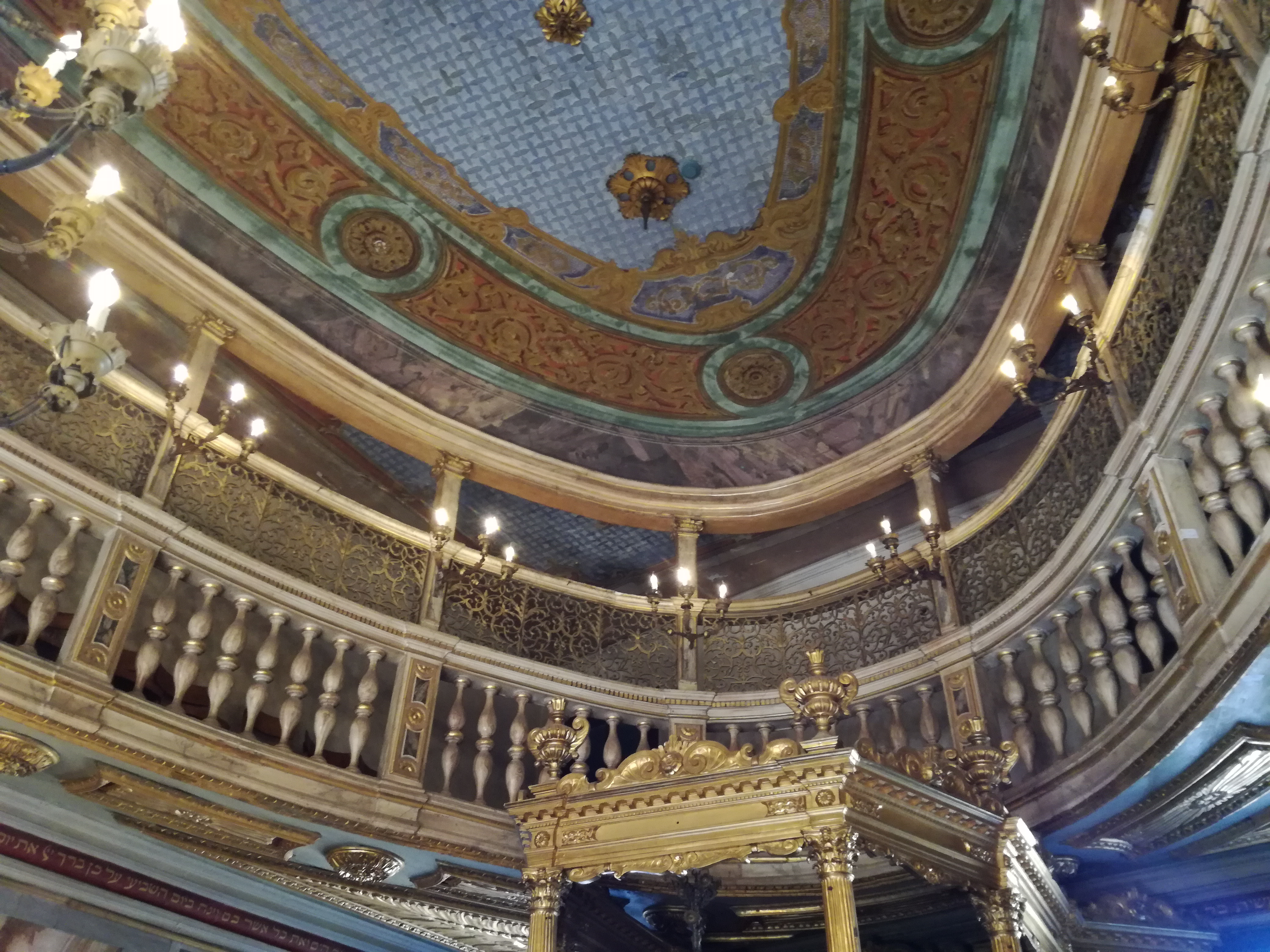
Galeria dla kobiet